# Centaurea palanganensis
Centaurea palanganensis — вид квіткових рослин родини айстрових (Asteraceae). Ендемік пн.-зх.Ірану.

## Середовище
Centaurea palanganensis зустрічається в районі Паланган, гірському регіоні та селі в сільському окрузі Жавегруд, у центральному окрузі округу Кам'яран, провінції Курдестан, Іран. Фітогеографічно це ірано-туранський елемент і росте на сухих глинах, кам'янистих схилах і осипищах, на висоті 1000–2000 метрів.

## Біоморфологічні характеристики
Багаторічна рослина 60–80  см заввишки, зазвичай блідо-зеленого кольору. Стебло прямовисне, густолисте, просте або з 2–4 гілками у верхній частині, переважно розгалужене від низу до верху, під квітковою головою потовщене, густо вкрите волосками. Листки ± густо вкриті волосками. Прикореневі та нижні стеблові листки черешкові, 10–13 см завдовжки, ліроподібні; кінцевий сегмент великий, від довгастого до трикутного або яйцюватого, 7–13 × 4–10 см; бічні сегменти менші, по 2–3 пари, видовжено-ланцетні або ланцетно-трикутні, 4–5 × 1,5–2,5 см. Верхні стеблові листки яйцеподібні 1,5–3 × 0,2–0,9 см, на верхівці загострені або гострозасічені, край цільний, верхні злегка охоплюють обгортки. Філярії багаторядні, жовтувато-зелені, голі. Крайові квітки безплідні, не променисті, центральні квітки двостатеві, до 12 мм завдовжки. Сім'янки завдовжки 4–5 мм. Папус завдовжки 5–6 мм, білуватий. Цвіте з квітня по червень.